# Fritz Sommer (Fußballspieler)
Fritz Sommer (* 9. Juni 1926) ist ein deutscher Fußballspieler, der von 1945 bis 1958 als Aktiver vom TSV 1860 München in der damals erstklassigen Fußball-Oberliga Süd 231 Ligaspiele absolviert und dabei 14 Tore erzielt hat. Sommer ist der Oberligarekordspieler der Münchner „Löwen“. Der im damals überwiegend praktizierten WM-System abwechselnd als Außenläufer beziehungsweise Mittelläufer eingesetzte Spieler wurde im Jahr 1953 vom DFB zu einem Einsatz in der B-Nationalmannschaft berufen. In den Runden 1954/55 und 1956/57 gewann er mit 1860 die Meisterschaft in der II. Division und kehrte mit den „Blauen“ in die Oberliga Süd zurück. In der 2. Liga Süd hat der Defensivspieler in drei Runden 81 Ligaspiele mit 19 Toren absolviert.

## Laufbahn

### Oberliga und 2. Liga Süd, 1945 bis 1958
Die erste Saison der Oberliga Süd beginnt am 4. November 1945 mit einer 16er-Liga. 1860 München belegt den 9. Rang und hat mit Franz Bachl einen 20-fachen Torschützen in der Angriffsreihe. Die 60er fügen dem Karlsruher FV mit 13:0 die höchste Niederlage der gesamten Oberliga-Geschichte zu. Als im zweiten Jahr, 1946/47, die Liga auf 20 Vereine erhöht wurde, spielten sich die Mannen um Fritz Sommer auf den vierten Rang nach vorne; Mittelstürmer Otto Thanner zeichnete sich als 24-facher Torschütze aus. Am 17. Rundenspieltag, den 19. Januar 1947, gelang gegen den späteren Südmeister 1. FC Nürnberg vor 35.000 Zuschauern ein 0:0-Remis. Sechzig war mit der Läuferreihe Franz Hammerl, Georg Bayerer und Sommer aufgelaufen. Im dritten Jahr, 1947/48, konnte das Team um Sommer sogar die Vizemeisterschaft hinter Titelverteidiger 1. FC Nürnberg erringen. Sommer hatte nur in einem der 38 Ligaspiele gefehlt. Bei der ersten durchgeführten deutschen Meisterschaft nach Ende des Zweiten Weltkriegs trat der süddeutsche Vizemeister am 18. Juli 1948 in Worms vor 30.000 Zuschauern gegen den Meister der französisch besetzten Zone, den 1. FC Kaiserslautern, an. Das „Löwen“-Team um Hammerl, Bayerer, Sommer, Helmut Fottner, Ludwig Janda, Thanner und Josef Lammers hatte aber gegen das Team um die Bruderpaare Ernst Liebrich/Werner Liebrich und Fritz Walter/Ottmar Walter, bei einer 1:5-Niederlage in der Endphase der zweiten Halbzeit, keine ernsthafte Gegenwehr mehr entgegenzusetzen.
Zur Saison 1948/49 wurde durch den DFB das sogenannte „Vertragsspielerstatut“ eingeführt. Mit dem war es erstmals legal möglich, den Spielern monatlich bis zur Höchstgrenze von 320 DM, eine Entlohnung zukommen zu lassen, wenn der Spieler weiterhin einen „zivilen Beruf“ ausübte. 1860 erreichte unter Trainer Max Schäfer den vierten Rang.
In der Saison 1952/53 erlebte Sommer unter Trainer Fred Harthaus mit 24:36 Punkten als Vorletzter den Abstieg aus der Oberliga. Seine persönliche Leistung konnte nicht so schlecht gewesen sein, Bundestrainer Sepp Herberger berief Sommer im Juni 1953 in die B-Nationalmannschaft.
Trainer Schäfer kehrte wieder zurück und in der zweiten Runde in der 2. Liga Süd, 1954/55, gelang die Meisterschaft und damit die Rückkehr in die Oberliga Süd. Der 25-fache Torschütze Kurt Mondschein hatte wesentlichen Anteil an der Offensivqualität und Abwehrchef Sommer – mit 37 Gegentoren stellte 1860 München die beste Abwehr – war der Garant der Defensivabteilung. Der Rückkehrer in die Oberliga konnte 1955/56 aber nicht den Klassenerhalt bewerkstelligen. Mit 19:41 Punkten stieg 1860 als Tabellenletzter wieder in die 2. Liga Süd ab. Auf Anhieb feierte Sommer mit seinen Mannschaftskollegen 1956/57 die Meisterschaft in der 2. Liga Süd und damit die erneute Oberligarückkehr. Unter Trainer Hans Hipp bestritt der „Löwen“-Oberligarekordspieler 1957/58 aber lediglich noch vier Ligaspiele, ehe er im Sommer 1958 seine 13-jährige Ligakarriere nach 231 Oberliga- und 81 Zweitligaspielen beendete. Das letzte Oberligaspiel bestritt Fritz Sommer am 20. Oktober 1957 bei einem 4:2-Heimerfolg gegen den VfB Stuttgart.

### Auswahlberufungen
Die enttäuschende Oberligarunde 1952/53 endete am 26. April 1953 mit einem 5:2-Heimerfolg gegen den 1. FC Nürnberg. Sommer hatte als Mittelläufer die Abwehr dirigiert und insgesamt 24 Ligaspiele beim Absteiger bestritten. Am 4. Juni 1953 wurde er in Augsburg von Bundestrainer Herberger in einem Testspiel einer DFB-Auswahl gegen eine Auswahl von Süddeutschland (3:5) als Mittelläufer, attestiert von den zwei Außenläufern Gerhard Bergner und Richard Gottinger, in der Elf des Südens eingesetzt.  Zehn Tage später, am 14. Juni, kam er beim Länderspiel in Düsseldorf gegen Spanien bei einem 5:2-Erfolg der deutschen B-Nationalmannschaft zum Einsatz. Sommer war Mittelläufer und Gottinger links und Karl-Heinz Metzner an der rechten Seite, bildeten das Außenläuferpaar. Der linke Flügel, Alfred Pfaff und Hans Schäfer schossen die Tore. Leider zog sich der Münchner bei diesem Spiel einen Beinbruch zu und seine mögliche internationale Karriere war danach beendet.